# 1965 en Bretagne
 Chronologie de la Bretagne
- 1961
- 1962
- 1963
- 1964
- 1965
- 1966
- 1967
- 1968
- 1969

Cette page recense des événements qui se sont produits durant l'année 1965 en Bretagne.

## Société

### Naissance
- 6 novembre à Brest : Patrick Colleter, footballeur puis entraîneur français. Il évolue au poste de défenseur latéral du milieu des années 1980 au début des années 2000.

### Décès
- 1er novembre : Alexis Presse, moine cistercien-trappiste, abbé de Tamié et restaurateur de l'ancienne abbaye cistercienne de Boquen en Plénée-Jugon[1].

## Culture

### Langue bretonne
- Une épreuve en breton est admise parmi celles des langues vivantes au baccalauréat[2].

## Infrastructures
- Inauguration des nouveaux bâtiments de l'École navale à Lanvéoc (Finistère).
- 1er juillet : premier déploiement de caténaires sur une ligne bretonne de la SNCF. Après la section Le Mans-Laval l'année précédente, l'électrification de la section Laval-Rennes de la ligne de Paris-Montparnasse à Brest entre en service (cependant, l'électrification totale de la ligne, entamée dès 1937 entre Paris et Le Mans, ne sera achevée que dans les années 1980 : de Rennes à Saint-Brieuc en 1987, puis de Saint-Brieuc à Brest en 1989).